# Kapeli
Kapeli  este un oraș din Grecia, aflat în Prefectura Ahaia.